# Suore orsoline di Bruno
Le Suore Orsoline di Bruno (in inglese Ursuline Nuns of Bruno; sigla O.S.U.) sono un istituto religioso femminile di diritto pontificio.

## Storia
Nel 1913 una comunità di cinque orsoline provenienti dal monastero tedesco di Haselünne, sotto la guida di Clara Erpenbeck, accettò l'invito dell'abate benedettino di Münster, Bruno Doerfler, a stabilirsi nella St. Peter's Colony, nel Saskatchewan, per occuparsi dell'educazione dei fanciulli, in gran parte figli di emigrati tedeschi.
A causa dello scoppio della prima guerra mondiale le relazioni tra la comunità canadese (che si era stabilita a Bruno) e la casa-madre in Germania si fecero difficoltosi così, con il permesso della Santa Sede, il 31 maggio 1916 Albert Pascal, vescovo di Prince Albert, rese autonoma la casa e Clara Erpenbeck fu eletta superiora.

## Attività e diffusione
Le suore si dedicano all'educazione della gioventù.
Oltre che in Canada, da 1966 sono presenti in Brasile; la sede generalizia è a Humboldt.
Alla fine del 2015 l'istituto contava 16 religiose in 2 case.